# Coal Valley (Illinois)
Coal Valley – wieś w Stanach Zjednoczonych, w stanie Illinois, w hrabstwie Rock Island.